# Lumpemburgesia
Lumpemburgesia és un terme d'inspiració marxista usat primordialment en el context de les elits colonials i neocolonials de l'Amèrica Llatina, per referir a aquells que es van tornar dependents i que donaven suport als poders colonials. El terme és un híbrid que prové del mot alemany lumpen (captaire) i de la paraula burgesia.

## Teoria
El terme lumpenburgesia es va atribuir a André Gunder Frank l'any 1972 per descriure un tipus de classe alta (mercaders, advocats, industrials, etc.), que té poca autoconsciència o base econòmica i dona suport als seus amos colonials. El terme s'utilitza especialment quan es parla de l'Amèrica Llatina.
Frank va decidir crear aquest neologisme del terme lumpen (descastats) i burgesia perquè, segons deia, tot i que les elits colonials i neocolonials de l'Amèrica Llatina i la burgesia europea s'assemblaven en molts aspectes, tenien una gran diferència. Les burgesies llatinoamericanes tenien la mentalitat del lumpenproletariat marxista, que podien ser fàcilment manipulables per afavorir el sistema capitalista, fins i tot mitjançant el delicte. De manera semblant, les elits colonials, tot i no involucrar-se en activitats delictives, contribuïen negativament en l'economia local ajudant els explotadors estrangers. Els recursos i els béns de les colònies eren desitjades per les potències colonials i per aconseguir-les incloïen les elits locals en el seu sistema, convertint-los en intermediaris entre els rics compradors colonials i els pobres productors locals. Així, el benestar de les elits locals depenia cada vegada més de l'explotació i el comerç, prenent el superàvit de la producció de les colònies i extraient el guany i transferint els béns als compradors colonials a Europa. Frank va descriure aquest tipus de sistema econòmic com lumpendesenvolupament i els països afectats per ell com a lumpenestats.